# Lange-Plattform
Die Lange-Plattform ist eine Hochebene im Fimbulheimen des ostantarktischen Königin-Maud-Lands. Sie liegt unmittelbar östlich der Holane und etwa 30 km westlich der Sverdrupfjella.
Die Benennung geht vorgeblich auf russische Wissenschaftler zurück. Der weitere Benennungshintergrund ist nicht überliefert.